# Powiat kutnowski
Powiat kutnowski – powiat w Polsce (w północnej części województwa łódzkiego), utworzony w 1999 roku w ramach reformy administracyjnej. Jego siedzibą jest miasto Kutno.
Według danych z 31 grudnia 2019 roku powiat zamieszkiwało 96 569 osób. Natomiast według danych z 30 czerwca 2020 roku powiat zamieszkiwało 96 126 osób.

## Geografia

### Położenie i obszar
Powiat kutnowski ma obszar 886,86 km².
Powiat stanowi 4,87% powierzchni województwa łódzkiego.
Powiat kutnowski położony jest w północnej części województwa łódzkiego i graniczy z województwami kujawsko-pomorskim, mazowieckim i wielkopolskim oraz z pięcioma powiatami ziemskimi: gostynińskim (województwo mazowieckie), kolskim (województwo wielkopolskie), łęczyckim i łowickim (województwo łódzkie) oraz włocławskim (województwo kujawsko-pomorskie).
Pod względem historycznym powiat kutnowski leży na obszarze dawnego powiatu gostynińskiego w ziemi gostynińskiej województwa rawskiego, stanowiącego część Mazowsza, a także dawnych powiatów łęczyckiego i orłowskiego w ziemi łęczyckiej województwa łęczyckiego.

### Podział administracyjny
W skład powiatu wchodzą:
- gminy miejskie: Kutno
- gminy miejsko-wiejskie: Dąbrowice, Krośniewice, Żychlin
- gminy wiejskie: Bedlno, Krzyżanów, Kutno, Łanięta, Nowe Ostrowy, Oporów, Strzelce
- miasta: Kutno, Dąbrowice, Krośniewice, Żychlin

| lp.   | Herb | Gmina        | siedziba     | powierzchnia (km²) | ludność | gęstość zaludnienia (osób/km²) |
| ----- | ---- | ------------ | ------------ | ------------------ | ------- | ------------------------------ |
| 1     |      | Bedlno       | Bedlno       | 126,03             | 5116    | 41                             |
| 2     |      | Dąbrowice    | Dąbrowice    | 46,15              | 1811    | 39                             |
| 3     |      | Krośniewice  | Krośniewice  | 94,72              | 7813    | 82                             |
| 4     |      | Krzyżanów    | Krzyżanów    | 103,06             | 4013    | 39                             |
| 5     |      | Kutno        | Kutno        | 122,31             | 8888    | 73                             |
| 6     |      | Łanięta      | Łanięta      | 54,89              | 2209    | 40                             |
| 7     |      | Nowe Ostrowy | Nowe Ostrowy | 71,55              | 3241    | 45                             |
| 8     |      | Oporów       | Oporów       | 67,82              | 2431    | 36                             |
| 9     |      | Strzelce     | Strzelce     | 90,09              | 3743    | 42                             |
| 10    |      | Żychlin      | Żychlin      | 76,64              | 11067   | 144                            |
| 11    |      | Kutno        | –            | 33,59              | 41231   | 1227                           |
| Razem | –    | –            | –            | 886,86             | 91563   | 164                            |

## Demografia

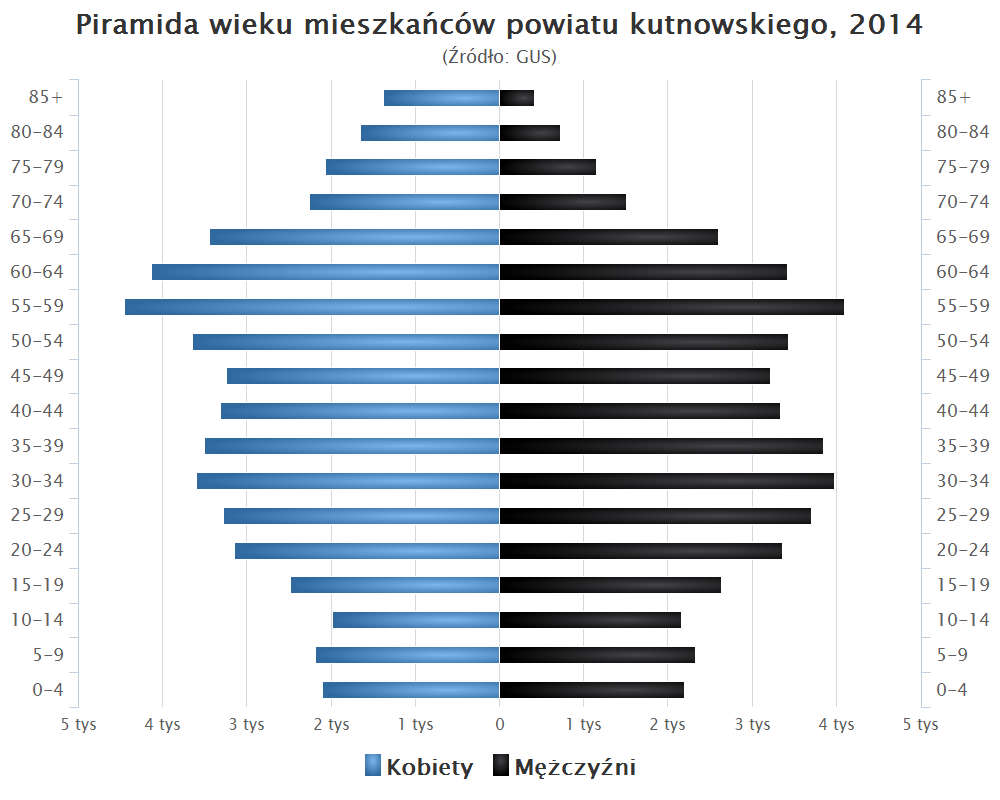
Piramida wieku mieszkańców powiatu kutnowskiego w 2014 roku

Liczba ludności (dane z 31 grudnia 2014):
|        | Ogółem  | Ogółem | Kobiety | Kobiety | Mężczyźni | Mężczyźni |
| osób   | %       | osób   | %       | osób    | %         |           |
| ------ | ------- | ------ | ------- | ------- | --------- | --------- |
| Ogółem | 103 007 | 100    | 53 497  | 51,94   | 49 510    | 48,06     |
| Miasto | 60 488  | 58,72  | 32 072  | 31,14   | 28 416    | 27,59     |
| Wieś   | 42 519  | 41,28  | 21 425  | 20,80   | 21 094    | 20,48     |

▶Wieś vs ▶miasto
Ogółem (▶k, ▶m)
Miasto (▶k, ▶m)
Wieś (▶k, ▶m)

## Media

### Prasa
Gazety ukazujące się w powiecie:
- Gazeta Lokalna Kutna i Regionu

## Środowisko naturalne
Powiat kutnowski leży w przeważającej części na Równinie Kutnowskiej. Główną rzeką powiatu jest Bzura, która wyznacza jego południową granicę. Do Bzury z terenu powiatu kutnowskiego spływają dwa lewe dopływy: Ochnia (nad którą leży Kutno) i Słudwia (nad którą leżą m.in. Żychlin i Oporów).

## Transport
Powiat kutnowski, a w szczególności jego stolica, Kutno, to duży i ważny węzeł drogowy i kolejowy. Krzyżują się tu następujące szlaki transportowe:

### Drogi krajowe
A1 (E75): Rusocin – Toruń – Włocławek – Kutno – Łódź – Piotrków Trybunalski – Częstochowa – Gliwice – Gorzyczki (PL/CZ)
60: Łęczyca – Kutno – Płock – Ciechanów – Ostrów Mazowiecka
91: Gdańsk – Toruń – Włocławek – Łódź – Piotrków Trybunalski – Radomsko – Częstochowa
92: Rzepin – Poznań – Konin – Kutno – Warszawa – Mińsk Mazowiecki

### Drogi wojewódzkie
573: Żychlin – Gostynin – Nowy Duninów
581: Krośniewice – Gostynin
583: Bedlno – Żychlin – Sanniki
702: Kutno – Piątek – Zgierz

### Linie kolejowe
3: Warszawa Zachodnia – Kunowice
16: Łódź Widzew – Kutno
18: Kutno – Piła Główna
33: Kutno – Brodnica

## Religia
Kościół Rzymskokatolicki
- metropolia łódzka, diecezja łowicka
  - dekanat kutnowski I
    - Parafia św. Wojciecha Biskupa i Męczennika w Głogowcu
    - Parafia św. Wawrzyńca w Kutnie
    - Parafia św. Jana Chrzciciela w Kutnie
    - Parafia św. Jadwigi Królowej w Kutnie
    - Parafia Błogosławionych Męczenników Kutnowskich w Kutnie
    - Parafia Wniebowzięcia Najświętszej Maryi Panny w Łaniętach
    - Parafia św. Joachima w Mnichu
    - Parafia Świętej Trójcy w Strzelcach

  - dekanat kutnowski II
    - Parafia św. Tomasza Apostoła w Grochowie
    - Parafia św. Andrzeja Apostoła w Kaszewach
    - Parafia Matki Bożej Wspomożenia Wiernych w Kutnie
    - Parafia św. Stanisława BM w Kutnie
    - Parafia św. Michała Archanioła w Kutnie
    - Parafia św. Bartłomieja Apostoła i św. Wojciecha Biskupa i Męczennika w Strzegocinie

  - dekanat krośniewicki
    - Parafia Wniebowzięcia Najświętszej Maryi Panny w Krośniewicach
    - Parafia św. Wojciecha i św. Stanisława w Dąbrowicach
    - Parafia Niepokalanego Poczęcia Najświętszej Maryi Panny w Imielnie
    - Parafia św. Stanisława Biskupa i Męczennika w Miłonicach
    - Parafia św. Floriana w Nowem
    - Parafia Matki Bożej Częstochowskiej w Ostrowach

  - dekanat piątkowski
    - parafia św. Marii Magdaleny w Łękach Kościelnych
    - parafia Bożego Ciała w Orłowie

  - dekanat żychliński
    - parafia św. Floriana w Bedlnie
    - parafia św. Marcina w Oporowie
    - parafia Zwiastowania Najświętszej Maryi Panny i św. Barbary w Pleckiej Dąbrowie
    - parafia św. Aleksandra w Śleszynie
    - parafia św. Apostołów Piotra i Pawła w Żychlinie

Kościół Starokatolicki Mariawitów
- diecezja śląsko-łódzka
  - parafia św. Mateusza Apostoła i Ewangelisty w Nowej Sobótce
    - filia w Kutnie

Kościół Ewangelicko-Augsburski
- diecezja warszawska
  - parafia ewangelicko-augsburska w Kutnie

Kościół Zielonoświątkowy
- zbór w Kutnie

Kościół Chrześcijański „Jezus Żyje”
- zbór w Kutnie
- zbór w Krośniewicach

Kościół Adwentystów Dnia Siódmego
- zbór w Kutnie

Świadkowie Jehowy
- zbór Kutno-Północ
- zbór Kutno-Południe
- zbór Żychlin[11]

## Zabytki

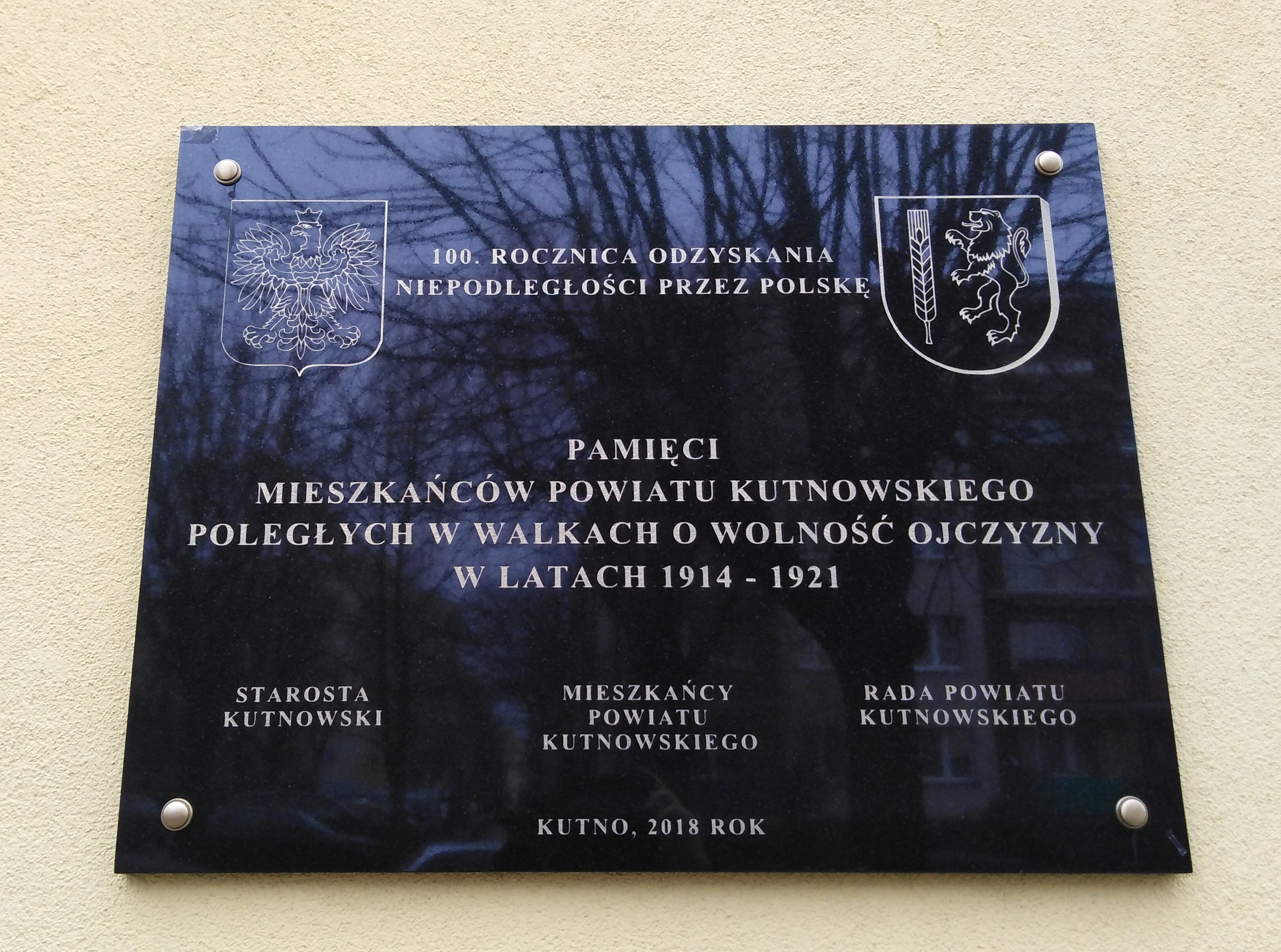
Tablica poświęcona poległym mieszkańcom powiatu kutnowskiego w latach 1914–1921 na budynku Starostwa Powiatowego w Kutnie.

Na terenie powiatu kutnowskiego istnieje wiele zabytków reprezentujących różne style architektoniczne, głównie klasycyzm:
- Zamek Oporowskich w Oporowie – rezydencja obronna wybudowana w I połowie XV wieku w stylu późnogotyckim.
- Ratusz w Kutnie – budynek klasycystyczny, obecnie siedziba Muzeum Regionalnego.
- Zespół pałacowy Gierałty w Kutnie.
- Kościół ewangelicko-augsburski w Kutnie – neogotycka świątynia wzniesiona w 1880 roku.
- Zajazd w Krośniewicach – pochodzący z początku XIX wieku, obecnie siedziba Muzeum im. Jerzego Dunin-Borkowskiego.
- Kościół Narodzenia Najświętszej Maryi Panny w Głogowcu – świątynia wzniesiona w 1433 r. w stylu gotyckim z renesansowym nagrobkiem Jana Głogowskiego pochodzącym z 1565 r.
- Dwór w Łękach Kościelnych – dwór pochodzący z II połowy XVIII wieku.
- Kościół św. Marii Magdaleny w Łękach Kościelnych – zbudowany w 1775 r.
- Kościół św. Tomasza Apostoła w Grochowie – drewniany, zbudowany w 1681 r.
- Kościół obronny w Orłowie – wzniesiony w stylu gotyckim ok. 1430 r.
- Wczesnośredniowieczne grodzisko w Orłowie.

## Starostowie kutnowscy
Na podstawie źródła:
- Wiesław Garstka (12 listopada 1998 – 19 listopada 2002)
- Grzegorz Wojtasiak (19 listopada 2002 – 30 marca 2005)
- Andrzej Dąbrowicz (30 marca 2005 – 27 listopada 2006)
- Konrad Kłopotowski (27 listopada 2006 – 18 października 2007)
- Dorota Dąbrowska (18 października 2007 – 2 grudnia 2010)
- Mirosława Gal-Grabowska (2 grudnia 2010 – 28 listopada 2014)
- Krzysztof Debich (28 listopada 2014 – 21 listopada 2018)
- Daniel Kowalik (21 listopada 2018 – nadal)